# دانشگاه سلمان فارسی کازرون
دانشگاه سلمان فارسی کازرون یکی از دانشگاه‌های جامع وزارت علوم، تحقیقات و فناوری در کازرون است که به عنوان قطب علمی غرب فارس شناخته می‌شود.
ساختمان مرکزی این دانشگاه در خیابان طالقانی کازرون واقع شده و پردیس جامع این دانشگاه در غرب کازرون قرار دارد.

## تاریخچه
در سال ۱۳۷۲ دانشکده تربیت دبیر کازرون در این شهر تأسیس شد و پس از ۱۰ سال فعالیت در سال ۱۳۸۲ به مرکز آموزش عالی کازرون ارتقاء یافت. در سال ۱۳۸۹ این مرکز آموزشی به مجتمع دانشگاهی کازرون ارتقا پیدا کرد. در تاریخ ۱۹ آذر ۱۳۹۰ این مجتمع با مصوبه هیئت وزیران به دانشگاه سلمان فارسی کازرون ارتقاء یافت.

## دانشجویان و فارغ‌التحصیلان
در حال حاضر بیش از ۵۰۰۰ دانشجو در دانشگاه سلمان فارسی کازرون مشغول به تحصیل هستند. تاکنون بیش از ۱۵۰۰۰ نفر از این دانشگاه فارغ‌التحصیل شده‌اند.

## دانشکده‌ها و رشته‌های تحصیلی
دانشگاه سلمان فارسی کازرون دارای سه دانشکده ادبیات و علوم انسانی، علوم پایه و فنی و مهندسی می‌باشد.

### دانشکده ادبیات و علوم انسانی
این دانشکده دارای سه گروه آموزشی شامل آموزش زبان انگلیسی، روان‌شناسی و زبان و ادبیات فارسی و شامل رشته‌های تحصیلی زیر است:
| مقطع          | رشته تحصیلی                          | گروه آموزشی         |
| ------------- | ------------------------------------ | ------------------- |
| دکتری         | زبان و ادبیات فارسی - محض            | زبان و ادبیات فارسی |
| کارشناسی ارشد | زیان و ادبیات فارسی - محض            | زبان و ادبیات فارسی |
| کارشناسی ارشد | زبان و ادبیات فارسی - نگارش و ویرایش | زبان و ادبیات فارسی |
| کارشناسی ارشد | روان‌شناسی                            | روان‌شناسی           |
| کارشناسی ارشد | آموزش زبان انگلیسی                   | آموزش زبان انگلیسی  |
| کارشناسی      | زبان انگلیسی                         | آموزش زبان انگلیسی  |
| کارشناسی      | روان‌شناسی                            | روان‌شناسی           |
| کارشناسی      | زبان و ادبیات فارسی                  | زبان و ادبیات فارسی |

### دانشکده علوم پایه
این دانشکده دارای دو گروه آموزشی شامل ریاضی و علوم کامپیوتر و فیزیک و فیزیک مهندسی و شامل رشته‌های تحصیلی زیر است:
| مقطع     | رشته تحصیلی        | گروه آموزشی           |
| -------- | ------------------ | --------------------- |
| کارشناسی | علوم کامپیوتر      | ریاضی و علوم کامپیوتر |
| کارشناسی | فیزیک              | فیزیک و فیزیک مهندسی  |
| کارشناسی | علوم مهندسی        | فیزیک و فیزیک مهندسی  |
| کارشناسی | فیزیک مهندسی       | فیزیک و فیزیک مهندسی  |
| کارشناسی | ریاضیات و کاربردها | ریاضی و علوم کامپیوتر |

### دانشکده فنی و مهندسی
این دانشکده دارای سه گروه آموزشی شامل مهندسی کامپیوتر، مهندسی برق و مهندسی شهرسازی و شامل رشته‌های تحصیلی زیر است:
| مقطع     | رشته تحصیلی               | گروه آموزشی     |
| -------- | ------------------------- | --------------- |
| کارشناسی | مهندسی شهرسازی            | مهندسی شهرسازی  |
| کارشناسی | مهندسی فناوری اطلاعات     | مهندسی کامپیوتر |
| کارشناسی | مهندسی تکنولوژی الکترونیک | مهندسی برق      |
| کارشناسی | مهندسی برق                | مهندسی برق      |
| کارشناسی | مهندسی اپتیک و لیزر       | مهندسی برق      |

## پژوهشکده‌ها و مراکز علمی
دانشگاه سلمان فارسی کازرون دارای پژوهشکده‌ها و مراکز علمی و نوآوری مختلفی است و شرکت‌های دانش‌بنیان در این مراکز فعالیت دارند.
| نام                                   | مکان          | تأسیس |
| ------------------------------------- | ------------- | ----- |
| رصدخانه                               | ساختمان مرکزی | ۱۳۹۰  |
| مرکز رشد واحدهای فناور کازرون         | ساختمان مرکزی | ۱۴۰۱  |
| مرکز نوآوری انرژی                     | ساختمان مرکزی | ۱۴۰۰  |
| مرکز هوش مصنوعی                       | ساختمان مرکزی | ۱۴۰۲  |
| مرکز مشاوره آمار، داده‌کاوی و علم داده | ساختمان مرکزی | ۱۴۰۲  |
| گروه پژوهشی محاسبات و پیچیدگی‌ها       | پردیس دانشگاه |       |
| پژوهشکده نانوتکنولوژی                 | پردیس دانشگاه |       |
| مرکز مطالعات فرهنگی و اجتماعی         | پردیس دانشگاه | ۱۴۰۰  |
| مرکز آموزش‌های آزاد و مجازی            |               |       |
| گروه کارآفرینی و ارتباط با صنعت       |               |       |
| مرکز زبان‌آموزی                        |               |       |

## انجمن‌ها، کانون‌ها و نشریات
خانه فرهنگ میرزا صالح کازرونی محل فعالیت انجمن‌های علمی، کانون‌های فرهنگی، تشکل‌ها و نشریات دانشجویی دانشگاه سلمان فارسی کازرون است که در ساختمان مرکزی این دانشگاه واقع شده است. خبرنامه رسمی دانشگاه به شرح اخبار دانشگاه و موارد مربوطه می‌پردازد.
فهرست انجمن‌ها و کانون‌هایی که دارای نشریه اختصاصی هستند
| نام انجمن یا کانون                        | نام نشریه   |
| ----------------------------------------- | ----------- |
| انجمن علمی دانشجویی زبان و ادبیات فارسی   | داروگ       |
| انجمن علمی دانشجویی مهندسی فناوری اطلاعات | فرایند      |
| انجمن علمی دانشجویی روان‌شناسی             | روزنه       |
| انجمن علمی دانشجویی فیزیک                 | منشور       |
| انجمن علمی دانشجویی ریاضیات و کاربردها    | الگوریتم    |
| انجمن علمی دانشجویی مهندسی شهرسازی        | آرمان‌شار    |
| انجمن علمی دانشجویی مهندسی برق            | پالس        |
| انجمن علمی دانشجویی نجوم                  | فضای بیکران |
| انجمن علمی دانشجویی رباتیک                | مکاترونیک   |
| انجمن علمی دانشجویی علوم مهندسی           | مکعب‌مستطیل  |
| انجمن علمی دانشجویی آموزش زبان انگلیسی    | View Point  |
| انجمن علمی دانشجویی علوم کامپیوتر         | صفر و یک    |
| تشکل اسلامی قلم و اندیشه                  | صبح قلم     |
| کانون قرآن و عترت                         | ثقلین       |
| کانون همیاران سلامت روان                  | آوای مشاور  |
| کانون گردشگری و ایرانگردی                 | تفرج        |
| کانون ادبی جویبار                         | جویبار      |
| کانون فیلم و عکس                          | سوژه        |
| مستقل دانشجویی                            | آیایدون     |

فهرست سایر کانون‌ها
| کانون کازرون‌شناسی              |
| کانون محیط زیست (بلوط سبز)     |
| کانون خیریه دانشجویی نبض زندگی |
| کانون صلح                      |
| کانون تئاتر                    |
| کانون موسیقی نُت هشتم           |
| ------------------------------ |

## کتابخانه مرکزی
کتابخانه آیت‌الله ایمانی دانشگاه سلمان فارسی کازرون در سال ۱۳۷۲ شروع به کار کرد و اکنون مجموعه‌ای بالغ بر ۲۹ هزار کتاب چاپی، ۹۰ نشریه و ۲ پایگاه اطلاعاتی را در خود جای داده است.

## پردیس دانشگاه سلمان فارسی
عملیات احداث پردیس دانشگاه سلمان فارسی کازرون در دهه ۸۰ در زمینی به مساحت ۸۷ هکتار در غرب کازرون و در مجاورت دانشگاه پیام نور کازرون با هدف توسعه فضای فیزیکی دانشگاه آغاز شد. این پروژه در سال ۱۴۰۱ به بهره‌برداری رسید.
تاکنون ساختمان‌های دانشکده علوم پایه و سلف‌سرویس مرکزی و همچنین زمین چمن مصنوعی در این پردیس به بهره‌برداری رسیده‌اند.
پروژه‌های بزرگ دیگری همچون ساختمان مجموعه کلاس‌ها، ساختمان جدید دانشکده فنی و مهندسی، خوابگاه، بازارچه دانشجویی و مسکن دانشگاهیان در کنار تکمیل محوطه‌سازی و پروژه‌های دیگر در دست احداث است.

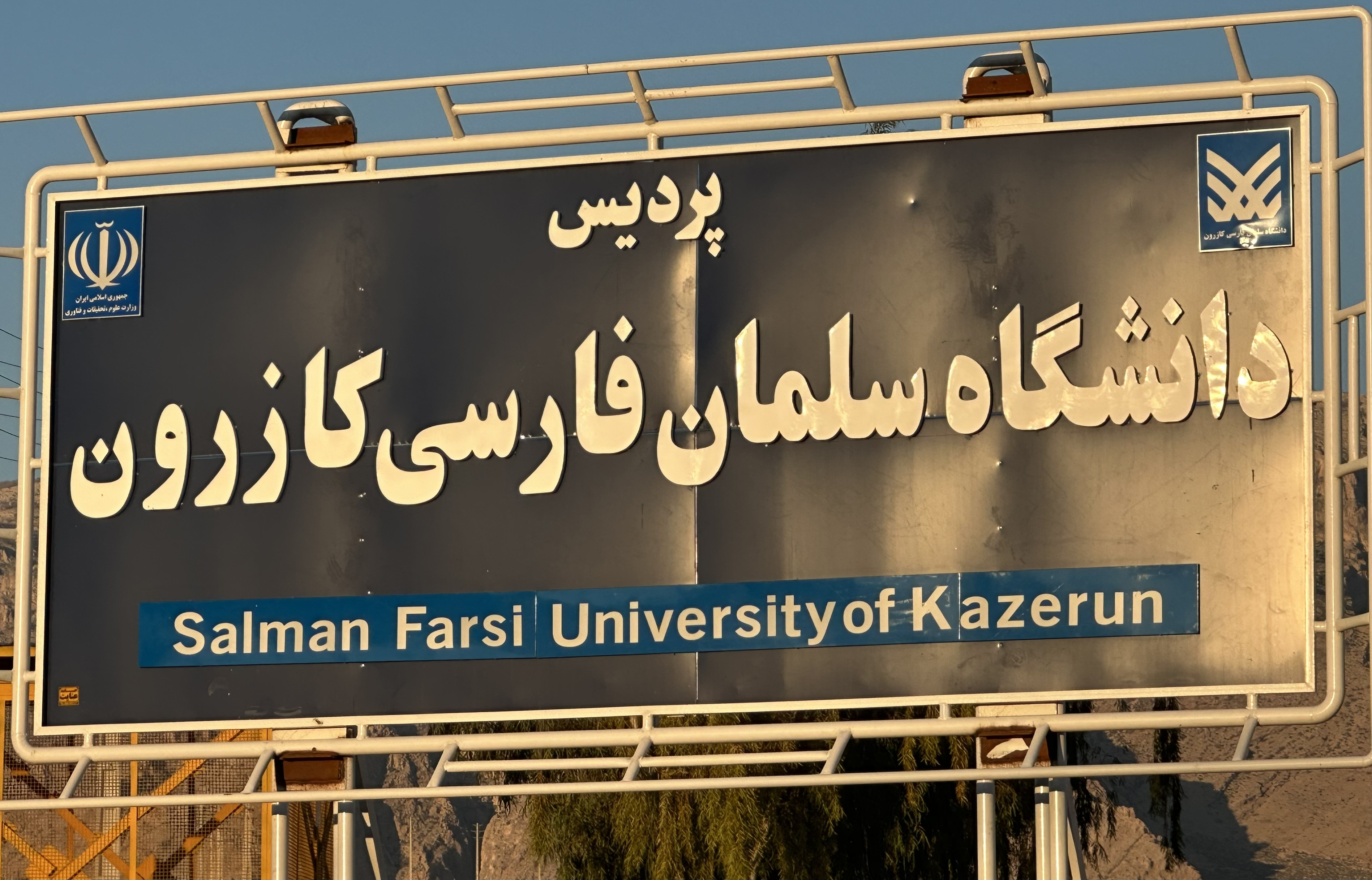
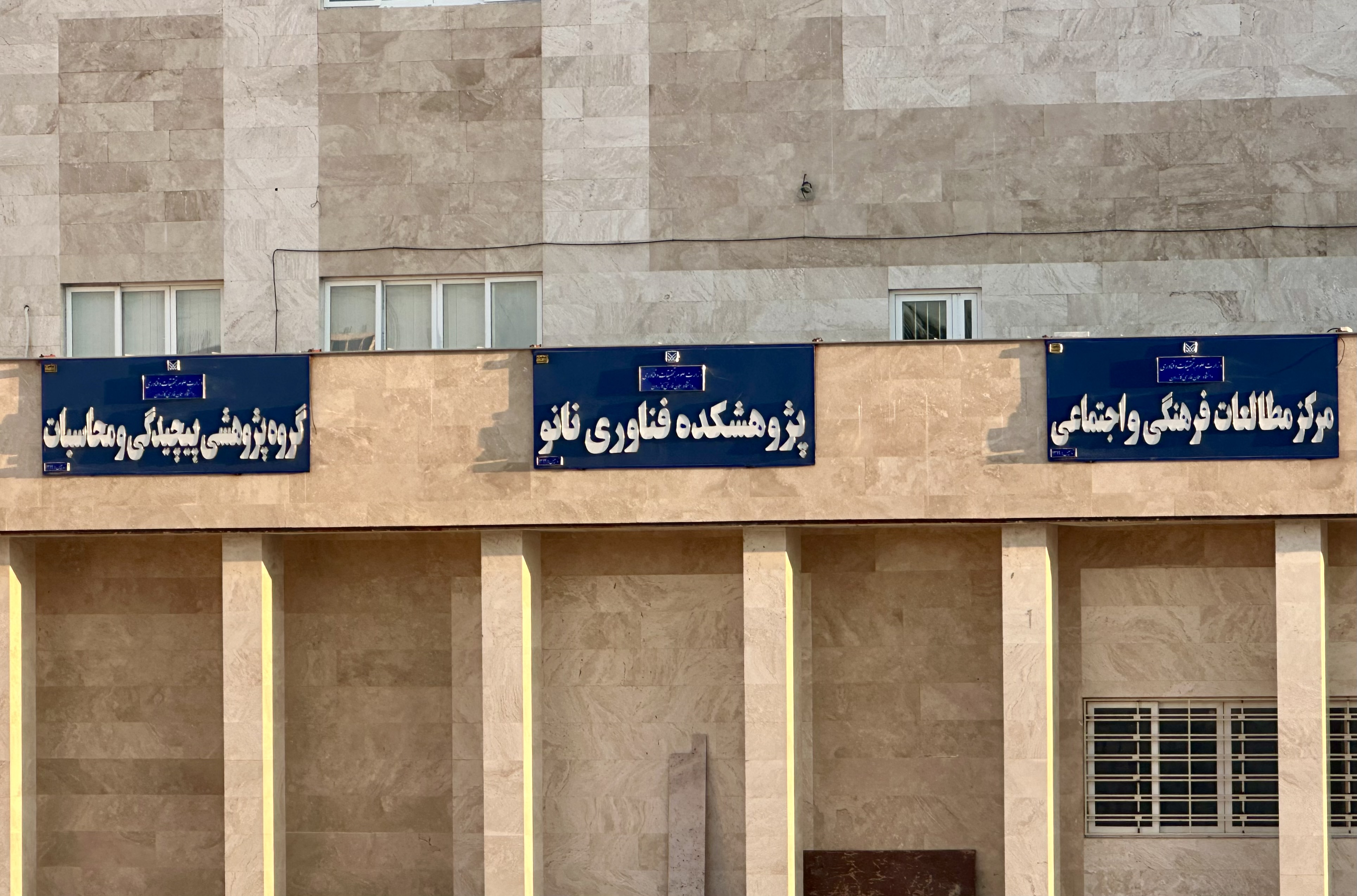
مراکز علمی و تحقیقاتی در پردیس دانشگاه سلمان فارسی
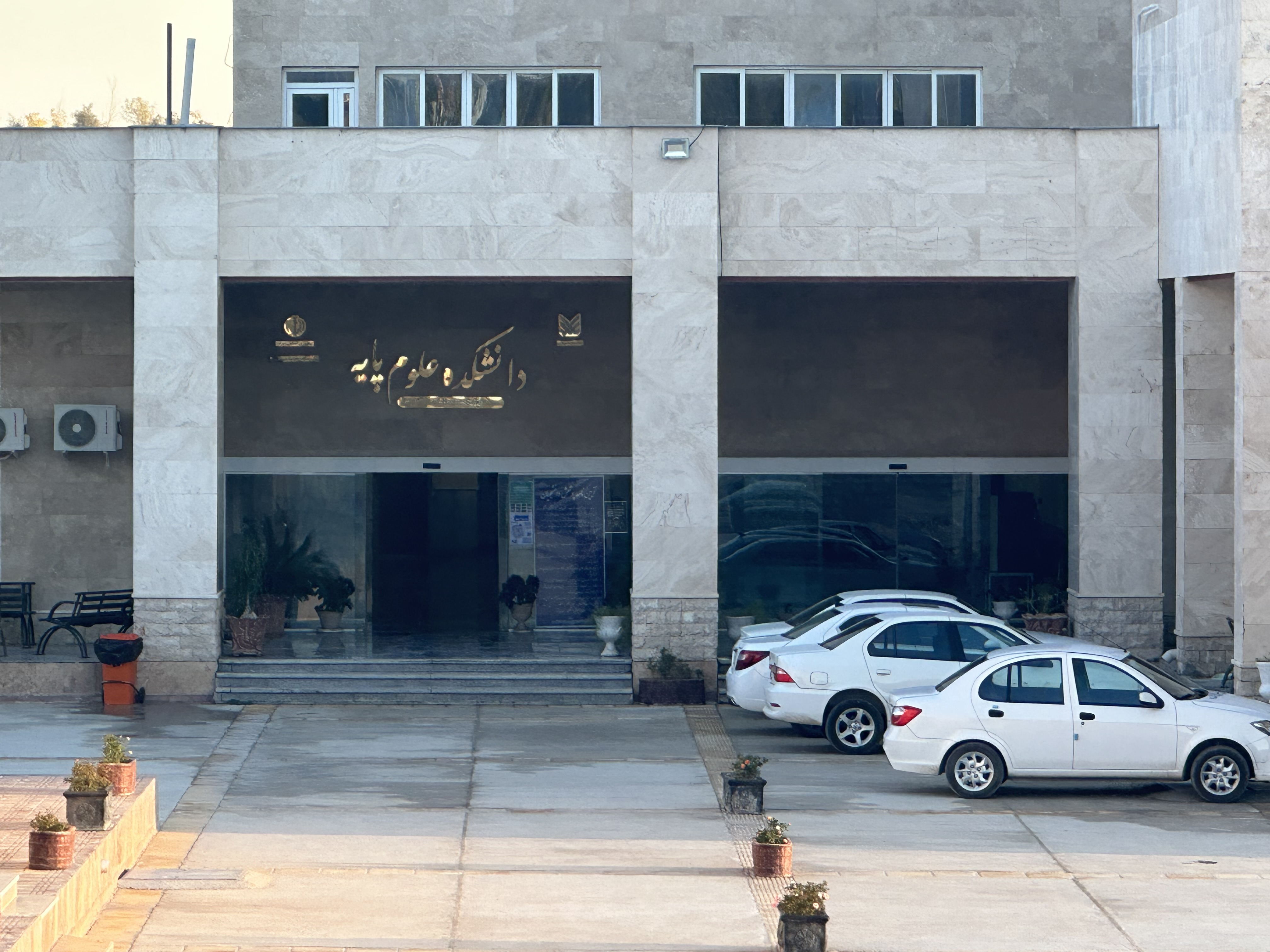
دانشکده علوم پایه دانشگاه سلمان فارسی کازرون

## بنیاد حامیان دانشگاه سلمان فارسی
بنیاد حامیان دانشگاه سلمان فارسی کازرون در سال ۱۴۰۱ توسط جمعی از اساتید و نخبگان کازرونی تأسیس شد. از مؤسسین سرشناس این بنیاد می‌توان به فریدون عباسی دوانی، رضا ملک‌زاده، محمدحسین رجبی دوانی، محمد عارف و محمدجواد دهقانی اشاره کرد.
همچنین از اعضای سرشناس هیئت‌امنای این بنیاد می‌توان به عمادالدین شیخ‌الحکمایی و حسین بنیادی اشاره کرد.
در همین راستا در سال ۱۴۰۲، علی‌محمد مؤذنی، استاد کازرونی‌الاصل دانشگاه تهران، کتابخانه شخصی خود را به دانشگاه سلمان فارسی اهدا کرد.
همچنین فریدون مهبودی، دیگر نخبه کازرونی و عضو هیئت علمی انستیتو پاستور ایران در حال احداث خوابگاه بزرگ پردیس دانشگاه سلمان فارسی کازرون می‌باشد.
در سال ۱۴۰۱ نیز، علی‌حسین سازمند، مدیر کازرونی‌الاصل انتشارات دانژه با اهدای ۱۱۶ جلد کتاب با این بنیاد همراه شد.

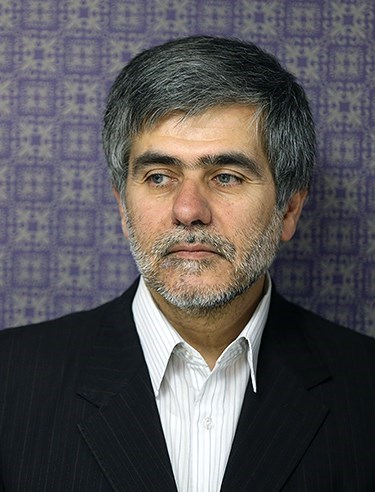
دکتر فریدون عباسی، رئیس پیشین سازمان انرژی اتمی
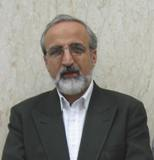
دکتر رضا ملک‌زاده، وزیر پیشین بهداشت
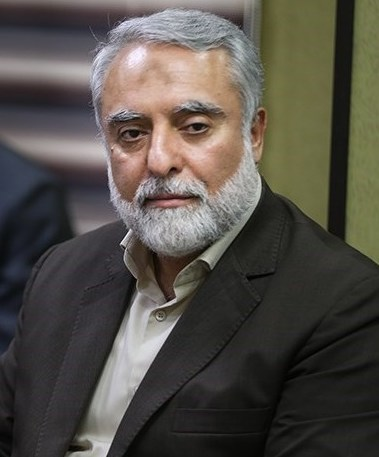
دکتر محمدحسین رجبی دوانی، رئیس بنیاد ایران‌شناسی
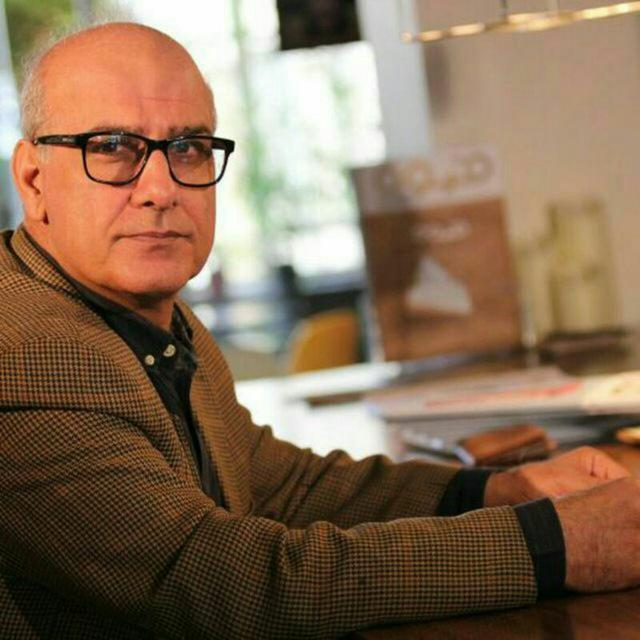
دکتر محمد عارف، پژوهشگر برجسته ایرانی

## تفاهم‌نامه‌ها
برخی از تفاهم‌نامه‌های دانشگاه سلمان فارسی با سایر دانشگاه‌ها و مؤسسات عبارتند از:
- تفاهم‌نامه همکاری با پارک علم و فناوری فارس[۳۸]
- تفاهم‌نامه همکاری با دانشگاه شیراز[۳۹]
- تفاهم‌نامه همکاری با دانشگاه علوم پزشکی شیراز[۴۰]
- تفاهم‌نامه همکاری با دانشگاه خلیج فارس بوشهر[۴۱]
- تفاهم‌نامه همکاری با شهرداری کازرون[۴۲]
- تفاهم‌نامه همکاری با جهاد دانشگاهی فارس[۴۳]
- تفاهم‌نامه همکاری با بنیاد شهید و امور ایثارگران[۴۴]
- تفاهم‌نامه همکاری با پژوهشگاه علوم انسانی و مطالعات فرهنگیی[۴۵]
- تفاهم‌نامه همکاری با پایگاه استنادی علوم جهان اسلام (ISC)[۴۶]
- تفاهم‌نامه همکاری با اداره کل فرهنگ و ارشاد اسلامی فارس[۴۷]
- تفاهم‌نامه همکاری با مؤسسه پژوهشی علوم و فناوری رنگ وزارت علوم[۴۸]
- تفاهم‌نامه همکاری با پژوهشکده مواد پیشرفته و انرژی‌های نو[۴۹]
- تفاهم‌نامه همکاری با مرکز رشد و خلاقیت شهید دکتر پیرویان[۵۰]
- تفاهم‌نامه همکاری با انجمن علمی تحقیق و تصحیح نسخه‌های خطی ایران[۵۱]

## مدیران و اعضاء هیئت علمی
دکتر یحیی گردانی، سرپرست فعلی دانشگاه سلمان فارسی کازرون است. این دانشگاه در حال حاضر دارای ۱۲۰ عضو هیئت علمی می‌باشد.
فهرست رؤسای دانشگاه سلمان فارسی کازرون از بدو تأسیس تاکنون
| نام                     | دوران تصدی   | دوران تصدی   |
| نام                     | آغاز تصدی    | پایان تصدی   |
| ----------------------- | ------------ | ------------ |
| دکتر رضا پولادی         | مهر ۱۳۷۲     | تیر ۱۳۸۴     |
| دکتر محتشم محمدی        | تیر ۱۳۸۴     | شهریور ۱۳۸۵  |
| دکتر فرهاد خرمایی       | شهریور ۱۳۸۵  | فروردین ۱۳۹۲ |
| دکتر رضا پولادی         | فروردین ۱۳۹۲ | مهر ۱۳۹۴     |
| دکتر فرهاد براتی        | مهر ۱۳۹۴     | شهریور ۱۳۹۷  |
| دکتر انوشیروان غفاری‌پور | شهریور ۱۳۹۷  | تیر ۱۳۹۹     |
| دکتر غریب فاضل‌نیا       | تیر ۱۳۹۹     | مهر ۱۴۰۲     |
| دکتر علیرضا فارسی‌نژاد   | مهر ۱۴۰۲     | خرداد ۱۴۰۴   |
| دکتر یحیی گردانی        | خرداد ۱۴۰۴   | تاکنون       |